# カルロス4世の肖像 (ゴヤ)
『カルロス4世の肖像』（西: Retrato de Carlos IV, 英: Portrait of Carlos IV）は、スペインのロマン主義の巨匠フランシスコ・デ・ゴヤが1789年に制作した肖像画である。油彩。スペイン国王に即位して間もないカルロス4世を描いている。王妃マリア・ルイサ・デ・パルマを描いた肖像画『スペイン女王マリア・ルイサ・デ・パルマ』（María Luisa de Parma, reina de España）の対作品。現在はマドリードのプラド美術館に所蔵されている。また同じくマドリードの王立歴史アカデミーやアルタディス財団（fundación Altadis）、バルセロナのヴィクトル・バラゲール美術館などに本作品のヴァリアントが所蔵されている。

## 人物
カルロス4世は1748年、当時ナポリ国王であった父カルロス3世と母マリア・アマリア・フォン・ザクセンとの間にポルティチで生まれた。1765年にカルロス4世は従妹のマリア・ルイサ・デ・パルマ（パルマ公爵フィリッポ・ディ・ボルボーネとフランス国王ルイ15世の長女ルイーズ・エリザベート・ド・フランスの娘）とラ・グランハ宮殿の教会で結婚した。カルロス4世は1788年末にスペイン国王として即位したが、混乱する国内情勢をまとめる能力に欠け、もっぱら政治は王妃のお気に入りで愛人との噂もあった宰相マヌエル・デ・ゴドイに任せきりであった。1807年にナポレオンとの間にフランス軍のイベリア半島侵入を認める密約を結んだことでアランフェスの暴動を招き、1808年に息子フェルナンド7世によって退位に追い込まれた。その後ナポレオンの介入により一時的に復位するが、ナポレオンの兄ジョゼフ・ボナパルトに王位を譲り、ナポレオンが失脚するまでローマで幽閉生活を余儀なくされた。1819年、妻のマリア・ルイサが死去した数日後に、ナポリで死去した。

## 作品
| 王立歴史アカデミー（英語版）の1789年のバージョン。 |  | 王立歴史アカデミー（英語版）の1789年のバージョン。 |
| 王立歴史アカデミーの1789年のバージョン。           |  |                                                    |

| スペイン財務省のバージョン。アグスティン・エステベ（英語版）による1790年頃の複製と考えられている。プラド美術館所蔵。現在はヴィクトル・バラゲール美術館（英語版）に寄託。 |  | スペイン財務省のバージョン。アグスティン・エステベ（英語版）による1790年頃の複製と考えられている。プラド美術館所蔵。現在はヴィクトル・バラゲール美術館（英語版）に寄託。 |
| スペイン財務省のバージョン。アグスティン・エステベによる1790年頃の複製と考えられている。プラド美術館所蔵。現在はヴィクトル・バラゲール美術館に寄託。                     |  | |

| カルロス4世の衣装の色が異なる1790年のバージョン。プラド美術館所蔵。現在はサラゴサ美術館（英語版）に寄託。 |  | カルロス4世の衣装の色が異なる1790年のバージョン。プラド美術館所蔵。現在はサラゴサ美術館（英語版）に寄託。 |
| カルロス4世の衣装の色が異なる1790年のバージョン。プラド美術館所蔵。現在はサラゴサ美術館に寄託。           |  | |

ゴヤは即位し、40歳になったばかりのカルロス4世を描いている。カルロス4世は銀糸の刺繡のある豪華な赤い上着を身にまとい、金羊毛勲章とカルロス3世勲章を胸に着用し、赤いサッシュとカルロス3世勲章の青と白のサッシュ、その下にフランスの聖霊騎士団の赤いサッシュを掛けている。カルロス4世は暗い背景と緑色のカーテンの上に浮かび上がって見える。画面右端の暗がりには青いテーブルクロスに覆われたテーブルが配置され、その上に折り畳まれた赤いマントと王冠が置かれている。
ゴヤはスペイン王室の象徴である、王冠、マント、勲章を効果的に描き込んで宮廷肖像の型を作り上げるとともに、鋭い洞察に基づいてモデルの内面を的確に捉えている。穏やかであるものの、どこかメランコリックな表情は、カルロス4世の生まれつき善良ではあるが気弱な性格を示している。旧い体制の宮廷肖像画に特有の荘厳さと硬さはあるが、洗練された技法と円熟した繊細な様式は、ゴヤの他の宮廷肖像画と共通するものである。
ゴヤはカルロス4世の公的な肖像画を制作するため、キャンバス、木枠、絵具といった画材を国家から受け取ることができた。とはいえ、当時のゴヤは工房や助手を持っていなかったため、本作品をはじめ多くのバージョンを独力で制作しなければならなかった。こうした公的な肖像画が好評であったことは、同年4月には宮廷画家に任命されたことが証明している。

## 来歴
1911年2月15日と3月10日の王室命令により、財務省からプラド美術館に収蔵された。

## ヴァリアント
わずかな差異があるヴァリアントが複数知られている。これはカルロス4世の即位に際して、異なる公的機関のために数回に分けて制作されたためと考えられている。それらのうちマドリードの王立歴史アカデミーとアルタディス財団に所蔵されているヴァリアントは、いずれもプラド美術館のバージョンと同じく王妃マリア・ルイサの肖像画と対になっている。この2組の肖像画は制作時期が具体的に分かっており、王立歴史アカデミーのバージョンは政治家・詩人のガスパール・メルチョール・デ・ホベリャーノスが1789年3月20日にゴヤに依頼したものである。このバージョンではカルロス4世は膝下まで描かれ、帯剣している。テーブルに置かれた王冠と赤いマントはより明確に描かれ、マントは金色の百合とライオンが刺繍されている。
またアルタディス財団のバージョンはカルロス4世夫妻がセビーリャを訪問した際に、王立タバコ工場により依頼されて制作されたもので、同年5月21日にゴヤが署名した領収書が現存している。このバージョンの背景はヴィクトル・バラゲール美術館のバージョンと同様、特に暗い。19世紀末にタバコメーカーのタバカレラの所有物となり、1999年にタバカレラとフランスのタバコメーカーのセイタが合併してアルタディスとなったことで、アルタディス財団のコレクションの一部となった。